# Fritz Müller (pilote automobile)
Pour les articles homonymes, voir Müller et Fritz Müller.
Fritz Müller, né le 2 avril 1941 à Pfaffenhofen an der Ilm, est un pilote automobile allemand de compétitions essentiellement sur circuits pour voitures de sport, de type tourisme et essentiellement GT (majoritairement dans son propre pays).

## Biographie
Coiffé d'un éternel chapeau dans les stands, il commence sa carrière en compétition en 1974 d'emblée en Touring sur Porsche 911 Carrera RS. Il évolue alors de 1975 à 1978 en coupe DARM (le Deutschen Automobil-Rundstrecken-Meisterschaft) en classe GT+2.0 et groupe 3 (première victoire -de groupe- en 1977 à AVUS, puis première absolue à Mayence en 1978, avant d'enchaîner encore à Ulm, terminant alors 6e du championnat national), passant ensuite en Deutsche Rennsport Meisterschaft (le DRM). Toujours en tourisme il évolue aussi sur Ford Capri III 3.0 S (1979), fréquemment sur Mazda RX-7 (de 1980 à 1983, terminant ainsi premier des 500 kilomètres de Vallelunga en 1981 avec Heinz Kuhn-Weiss (de) puis troisième de l'ETCC Zolder la même année) et BMW 635 CSi (de 1983 à 1989, en Deutsche Tourenwagen Meisterschaft -DTM- à compter de 1984, compétition dont il termine 10e en 1986), ainsi que parfois sur BMW M1 (en 1984 et 1985).
Il remporte par quatre fois les 24 Heures du Nürburgring, course de Grand Tourisme, dont trois successivement de 1976 à 1978 sur 911 Carrera RS (trois fois avec son compatriote Herbert Hechler), et en 1981 avec la Capri III 3.0 S.
En 1982 il obtient des victoires de classe sur Porsche 930 du Groupe B, lors des 1 000 kilomètres du Nürburgring, de Spa-Francorchamps, et de Mugello, associé à Georg Memminger (de).
Il participe à deux reprises aux 24 Heures du Mans sur Porsche à dix ans d'écart, en 1983 (avec Memminger et Kuhn-Weiss) et 1993, finissant 13e puis 21e.
Il quitte la compétition régulière à la fin de la saison 1989 de DTM, mais il revient disputer encore quelques courses de 24 Heures entre 1993 et 1995, notamment à Spa sur M1 (pour y terminer encore à deux reprises dans les dix premiers), ainsi qu'à Daytona.
Il possède une société de production de bière blanche, la Müllerbräu, qui donne aussi son nom à son écurie privée.